# Horná Strehová
Horná Strehová je obec na Slovensku, v okrese Veľký Krtíš v Banskobystrickém kraji. Žije zde 153 obyvatel.

## Poloha
Obec leží na jihovýchodním okraji Krupinské planiny v údolí řeky Tisovník, která protéká jihozápadní hranicí obce. Povrch území obce je rovinný až kopcovitý tvořený andezitickými tufy.
Na úbočích a v lesících rostou dubové, habrové a akátové lesní porosty.
Obcí křižují silnice I/75 Lúčenec – Sládkovičovo II/591 Víglaš – Dolná Strehová.

## Historie
Na území obce byly nalezeny fragmenty halštatské kultury a byla zde sídliště pilinské kultury a slovanské z období povelkomoravské.
Písemná zmínka o obci z roku 1493 uvádí název Zthergowa. Další historické názvy jsou: v roce 1549 – Felsewstragowaa, 1582 – Feolsio Ztryhoua, 1573 – Folsó Stregowa, 1773 – Felső-Sztregova, Horne Strhare, 1786 – Felschő-Stregowa, Strehowa, 1808 – Felső-Sztregova, Horní Střehowá, 1863 – Felsőstregova, 1873 – Felsősztregova, 1920 – Horná Strehová.
V soupise papežských desátků z let 1332–1337 je uveden kněz z farnosti Stregova a v listině z roku 1338 je uvedeno, že kostel je zasvěcený Všem svatým. V záznamu o sporu o majetky je uveden i název Dolni Strehové (Alsoztregowa), to dokládá rozdělení Strehové na dvě části.
Obec původně patřila rodu Abolovců, od roku 1327 Szécsényiovcům, následně k panství Divinskému. V 17. století byly majetky obce rozděleny mezi panství Divinské a Modrokamenské. V roce 1828 zde bylo 36 domů a 301 obyvatel.
Hlavní obživou bylo zemědělství.

## Památky
- Evangelický kostel z roku 1776, barokně-klasicistní jednolodní stavba s věží. Koncem 19. století upraven v neogotickém slohu. V interiéru je dřevěný malovaný strop.[2]